# Nuncij
Nuncij (lat. nuntius - glasnik, vjesnik), odnosno apostolski nuncij, papinski je poslanik pri nekoj vladi, odnosno stalni diplomatski predstavnik Svete Stolice pri nekoj državi s kojom Sveta Stolica ima regularne diplomatske odnose. 
Prvi apostolski nuncij u Republici Hrvatskoj bio je mons. Giulio Einaudi. Trenutni apostolski nunciji u Hrvatskoj je mons. Giorgio Lingua.
Prema Bečkoj konvenciji o diplomatskim odnosima nuncij ima isti rang kao i veleposlanik (odnosno nalazi se u razredu zajedno s veleposlanicima i pronuncijima). Diplomatsko predstavništvo na čijem čelu se nalazi nuncij naziva se nuncijatura, a tako se naziva i obavljanje službe nuncija. Nunciji su u pravilu naslovni nadbiskupi, ne pripadaju katoličkoj hijerarhiji u državi primateljici i osnovna im je zadaća razvijanje diplomatskih odnosa s državom primateljicom i skrb u svezi s Katoličkom Crkvom u državi primateljici. U mnogim pretežito katoličkim državama, nuncij je uvijek doajen diplomatskog zbora (tako i u Hrvatskoj), a ako to nije, Sveta Stolica u takvim državama akreditira pronuncija (primjerice, u nekadašnjoj SFRJ), koji se nalazi u istom razredu kao i nuncij.